# ザ・ルーク
『ザ・ルーク』（原題: The Rook）は、2019年に放送されたアメリカ合衆国のテレビドラマシリーズ。ダニエル・オマリーの同名小説を基に製作されたSFスパイスリラーで、エマ・グリーンウェル、ジョエリー・リチャードソンらが出演した。全8話のミニシリーズで、アメリカでは2019年6月から8月にかけてStarzで放送された。日本では、2020年4月からSTARZPLAYで日本語字幕・吹き替え版が配信された。

## あらすじ
ミファニー・トーマスは、ロンドンのミレニアムブリッジで死体に囲まれ、記憶喪失の状態で目を覚ます。彼女はシェケイと呼ばれる超能力を持つエージェント集団の一人だった。

## キャスト

### メイン
ミファニー・トーマス
演 - エマ・グリーンウェル
シェケイのルーク
リンダ・ファリア
演 - ジョエリー・リチャードソン
シェケイのキング
テディ & アレックス・ゲシュタルト
演 - ジョン・フレッチャー
ロバート・ゲシュタルト
演 - ローナン・ラフテリー
エリザ・ゲシュタルト
演 - キャサリン・ステッドマン
コナード・グランチェスター
演 - エイドリアン・レスター
シェケイのクイーン
モニカ
演 - オリヴィア・マン

### リカーリング
Ingrid Woodhouse
演 - ルース・メイドリー
シェケイのポーン
Danielle Wulff
演 - シェリー・コン
シェケイのナイト
Jennifer Birch
演 - ジーナ・マッキー
Peter Van Syoc
演 - バリー・アトスマ
Lorik
演 - マイケル・マケルハットン
Apex Analyst
演 - エイダン・オカラハン
Bronwyn
演 - タムシン・トポルスキー
Andrew Bristol
演 - ジェームズ・ダーシー
Nazim
演 - マイケル・カリム

## エピソード
| 通算 話数 | タイトル                  | 監督            | 脚本                        | 放送日        | U.S.視聴者数 (百万人) |
| --------- | ------------------------- | --------------- | --------------------------- | ------------- | --------------------- |
| 1         | "チャプター1" "Chapter 1" | Kari Skogland   | Al Blyth & Sam Holcroft     | 2019年6月30日 | 0.307                 |
| 2         | "チャプター2" "Chapter 2" | Kari Skogland   | Al Blyth & Sam Holcroft     | 2019年7月7日  | 0.288                 |
| 3         | "チャプター3" "Chapter 3" | China Moo-Young | Francesca Gardiner          | 2019年7月14日 | 0.228                 |
| 4         | "チャプター4" "Chapter 4" | Sunu Gonera     | Al Blyth & Sam Holcroft     | 2019年7月21日 | 0.220                 |
| 5         | "チャプター5" "Chapter 5" | China Moo-Young | Al Blyth & Sam Holcroft     | 2019年7月28日 | 0.216                 |
| 6         | "チャプター6" "Chapter 6" | Sunu Gonera     | Francesca Gardiner          | 2019年8月4日  | 0.157                 |
| 7         | "プロローグ" "Prologue"   | Rebecca Johnson | Al Blyth & Sam Holcroft     | 2019年8月11日 | 0.190                 |
| 8         | "チャプター8" "Chapter 8" | China Moo-Young | Karyn Usher & Lisa Zwerling | 2019年8月18日 | 0.192                 |

## 製作
当初、本作の脚本はステファニー・メイヤーが務めていた。2017年7月にStarzから発注された後、第1話と第2話の撮影中にステファニー・メイヤーは創造性の違いからシリーズを去った。

## 評価

### 批評
本作は批評家から賛否両論の評価を受けている。第1シーズンは批評集積サイトのRotten Tomatoesに16件のレビューがあり、批評家支持率は44%、平均点は10点満点で5.83点となっている。また、Metacriticには6件のレビューがあり、加重平均値は62/100となっている。